# Pestalotiopsis adusta
Pestalotiopsis adusta är en svampart som först beskrevs av Ellis & Everh., och fick sitt nu gällande namn av Steyaert 1953. Pestalotiopsis adusta ingår i släktet Pestalotiopsis och familjen Amphisphaeriaceae.   Inga underarter finns listade i Catalogue of Life.